# الزنكلوني (مسلسل)
الزنكلوني ، مسلسل مصري أنتج عام 1987 من بطولة محمد رضا، وإخراج  فايز حجاب.

## القصة
يتكون المسلسل من حلقات منفصلة كل حلقة تحكي قصة شخص «الزنكلوني» يرتكب أخطاء اجتماعية سلبية تحدث في المجتمع وفي نهاية القصة تظهر له الفنانة آثار الحكيم كالضمير الذي يؤنبه على ما أرتكبه من أخطاء فما يلبث أن يعود لخطأه فتعود مرة أخرى وتكتشف فعلته فيصاب بالدهشة.

## فريق العمل

### بطولة
| - محمد رضا: عوض الزنكلوني - آثار الحكيم: ضمير الزنكلوني - سناء يونس: ح1، 6، 7 - وداد حمدي: ح1، 5 - عبد المحسن سليم: ح1، 3 ← 6 - عزة لبيب: ح1، 2، 6 - صلاح رشوان: ح1، 3 - فاروق سليمان: ح1، 5 - محمد خليل: ح1 - حسين الشربيني: ح2، 4 ← 7 - خيرية أحمد: ح2، 3، 5، 7 | - فايزة كمال: ح2 - محمد الشرقاوي: ح2، 5، 6 - هادي الجيار: ح2، 7 - أحمد بدير: ح2 - محمد التاجي: ح3 - مصطفى الخضري: ح3 - حافظ أمين: ح3 - محمود السيد: ح3 - محمود العراقي: ح3 - ليلى طاهر: ح4 - رشاد عثمان: ح5 | - دينار: ح5، 6، 7 - منال السبعاوي: ح5 - سامي سرحان: ح5 - سعيد رضوان: ح5 - حسن الأسمر: مطرب ح6 - حسن حسني: ح7 - فؤاد خليل: ح7 - هياتم - عبد السلام محمد - سيف الله مختار | - حسين الشريف - سامية صالح - محمد عبد الجواد - فاطمة عيد: مطربة - محمود الحفناوي - محمد الصاوي - يوسف عيد - مطاوع عويس - قاسم الدالي - فاتن فريد: مطربة | - وليد محمد: مطرب - ضياء السويفي - محمد الأدنداني - حمدي شرف الدين - حسن شبل - حمدي سالم - محمود طاهر - علاء ولي الدين - شفيق الشايب - نصر سيف | - ناهد إسماعيل - أنور مدكور - كمال الزيني - فتحية قنديل - أحمد عبد الوارث - قدرية كامل - أحمد سلامة - سيد الصاوي - حسن العدل - عبد الله إسماعيل |